# 文應舉墓
文應舉墓是中華民國金門縣金城鎮古城的歷史建築，為金門縣縣定古蹟。

## 歷史
文應舉是清代金門籍將領，嘉慶元年（1796年）作為浙江提督李南馨手下的士兵參與追剿海寇，累升至副將，嘉慶十五年（1810年）任金門遊擊，嘉慶二十二年（1817年）任天津大沽參將，道光九年（1829年）卒於廣東陽江鎮總兵任上，追贈二品武顯將軍，歸葬故里。

## 形制
文應舉墓墓碑為一身二翼三合碑，兩側墓翼題有對聯：“四代衣冠皆宿將，兩朝劍笏舊勳臣”，墓前是長方形供桌，腰板上三面浮雕，正中間雕有貘，民國八十八年（1999年）公告為縣定古蹟。